# جردى سقطرية
جردى سوقطرية (الاسم العلمي:Ochradenus socotranus) هي نوع غير مؤكد من النباتات يتبع جنس الجردى من الفصيلة البليحائية.